# Дисульфид дикалия
Дисульфид дикалия — бинарное неорганическое соединение
калия и серы
с формулой K2S2,
красновато-жёлтые кристаллы.

## Получение
- Сплавление стехиометрических количеств чистых веществ:

{\displaystyle {\mathsf {2K+2S\ {\xrightarrow {500^{o}C}}\ K_{2}S_{2}}}}

## Физические свойства
Дисульфид дикалия образует красновато-жёлтые кристаллы
гексагональной сингонии, пространственная группа P 62m, параметры ячейки a = 0,849 нм, c = 0,584 нм, Z = 3,
структура типа перекиси натрия Na2O2.
При температуре 146 °C в соединении происходит фазовый переход.
Соединение образуется по перитектической реакции при температуре 500 °C (470 °C, 475 °C).